# Земља коња
Земља коња или Хорсленд (енгл. Horseland) је америчка анимирана серија коју је продуцирао DIC Entertainment.
У Србији, Хрватској, Црној Гори, Босни и Херцеговини и Северној Македонији серија је премијерно емитована 2008. године на каналу Минимакс, синхронизована на српски језик. Синхронизацију је радио студио Кларион и назив серије у њој гласи Хорсленд. Нема ДВД издања. Од 2011. године се на телевизији Хепи емитује нова синхронизација коју је радио студио Идеограм. У овој синхронизацији назив серије је Земља коња. Издата је на неколико ДВД-ова 2012. године.

## Преглед
| Сезоне | Сезоне | Епизоде | Оригинално емитовање | Оригинално емитовање |
| Сезоне | Сезоне | Епизоде | Почетак емитовања    | Крај емитовања       |
| ------ | ------ | ------- | -------------------- | -------------------- |
|        | 1      | 13      | 16. септембар 2006.  | 9. децембар 2006.    |
|        | 2      | 13      | 15. септембар 2007.  | 8. децембар 2007.    |
|        | 3      | 13      | 13. септембар 2008.  | 6. децембар 2008.    |

## Улоге
| Улога   | Глас                                  |
| ------- | ------------------------------------- |
| Сара    | Дана Донланд                          |
| Моли    | Алеиах Смитх                          |
| Алма    | Емили Хернандез                       |
| Бејли   | Давид Калис                           |
| Клои    | Бианка Хеивард (С1) Каролина Лиф (С2) |
| Зои     | Каролина Лиф                          |
| Вил     | непознато                             |
| Скарлет | Андреа Варе                           |
| Калипсо | непознато                             |
| Батон   | непознато                             |
| Астек   | непознато                             |
| Чили    | непознато                             |
| Пепер   | Тифани Кристун                        |
| Ангора  | непознато                             |
| Шеф     | Џери Лонг                             |
| Тини    | непознато                             |